# Agave mitis
Espèce
Classification APG III (2009)
Agave mitis Mart. est une espèce végétale de la famille des Agavaceae. Il ne faut pas le confondre avec Agave mitis Salm-Dyck, qui est un synonyme d'Agave celsii Hooker. 